# Parhypena
Stenhypena là một chi bướm đêm thuộc họ Erebidae.